# Franco Costa (calciatore)
Franco Lautaro Costa (Luján, 10 dicembre 1991) è un calciatore argentino, centrocampista del 2 de Mayo.

## Caratteristiche tecniche
È un centrocampista centrale.

## Carriera
Cresciuto nelle giovanili dell'Arsenal Sarandí, nell'estate del 2014 viene ceduto in prestito al Flandria per un semestre.
Rientrato alla base, esordisce in Primera División l'8 marzo 2015, subentrando a Fabián Muñoz all'83' del match pareggiato per 0-0 contro il Lanús.